# Günther Anders
Günther Anders, född Günther Siegmund Stern den 12 juli 1902 i Breslau, död den 17 december 1992 i Wien, var en tysk filosof, journalist och poet. 

## Biografi
Günther Anders var son till Clara och William Stern och var gift tre gånger: med den tyska filosofen Hannah Arendt från 1929 till 1937, med den österrikiska författaren Elisabeth Freundlich från 1945 till 1955 och med den amerikanska pianisten Charlotte Lois Zelka från 1957 till sin död 1992.
Anders avlade år 1923 doktorsexamen i filosofi vid Freiburgs universitet. Han emigrerade från Tyskland efter Adolf Hitlers utnämning till rikskansler år 1933. Först bosatte sig Anders i Frankrike och senare i USA. År 1950 återvände Anders med sin andra hustru till Europa och bosatte sig i Wien. År 1956 publicerade Anders sitt magnum opus Die Antiquiertheit des Menschen, i vilket han behandlar kärnvapenhotet och det han benämner människans ”apokalyptiska blindhet”.

## Filosofi

### Metodologi
Anders utgår från att enskilda företeelser som till exempel televisionen eller atombomben låter oss dra vissa slutsatser om den övergripande samhälleliga kontexten. I motsats till Edmund Husserl inför han också en tidsdimension för fenomenen, vilket ska visa hur deras väsen förändras under tidens gång. Anders utgår också från att människan har en strukturell historisk föränderlighet och är ontologiskt skild från världen. Människans väsen är därav inte fastslaget en gång för alla (negativ antropologi), vilket är en förutsättning för positiv frihet och för skapandet av en egen värld miljö, vetenskap, konst osv.

### Teknikfilosofi
Anders kritik av civilisationen i mitten av 1900-talet börjar med en observation av skillnaden mellan människans "ofullkomlighet" och maskinernas ständigt ökande "perfektion". Anders kallar detta fenomen för den prometeiska klyftan. Han kopplar detta till den prometeiska skammen, det vill säga människans skam som uppstår genom önskan att själv vara som en maskin, inför sin egen underlägsenhet i förhållande till sina tekniska skapelser.
Skillnaden mellan människans prestationer och hennes redskap har ökat sedan verktyget, som var en förlängning och förbättring av de mänskliga organen, ersattes av en maskin med en egen drivkraft; detta var enligt Anders början på människans forntid. Att vara människa - i grunden livet i allmänhet - framstår nu som en föråldrad form av existens; människan skapar varor genom arbete, med vilka hon gör sig själv allt mer överflödig. Den ovan nämnda diskrepansen mellan vad människan kan föreställa sig och vad hon kan skapa antyder en innebörd av uttrycket människans föråldring; enligt Anders är människan föråldrad i sina möjligheter att tänka, att föreställa sig, osv, hon blir alltså allt mer efterbliven vid jämförelse med vad hon är kapabel att skapa.
Anders ser inte tekniker som värdeneutrala medel för att uppnå ett mål, utan deras tillämpning bestäms redan av teknikerna som nyttjas. Specifika resursmässiga, sociala och politiska förhållanden ger upphov till maskiner som i sin tur leder till specifika resursmässiga, sociala och politiska förändringar; tekniken förvandlas på så sätt från ett objekt, till historiens subjekt. Människor kunde dock inte längre känna igen anordningarnas strukturella kraft, de kunde inte längre hantera de faktiska begränsningarna på ett känslomässigt och kognitivt sätt och kände sig otillräckliga. Teknikens strukturella överlägsenhet har både positiva konsekvenser som t.ex. att arbetet underlättas, och mer obekväma konsekvenser som , t.ex. att poängen med att arbeta försvinner. Människan blir allt mer ett bihang till maskinerna som ansvarar för underhållet av dem.